# قلعة عسكر (قلعة أصغر)
قلعة عسکر (بالفارسية: قلعه عسکر) هي قرية تقع في إيران في ناحية لاله زار. يقدر عدد سكانها بـ 786 نسمة بحسب إحصاء 2016.